# NGC 1516/1
NGC 1516/1 или NGC 1524 је спирална галаксија у сазвежђу Еридан која се налази на NGC листи објеката дубоког неба.
Деклинација објекта је - 8° 49' 46" а ректасцензија 4h 8m 7,5s. Привидна величина (магнитуда) објекта NGC 1516 износи 11,8 а фотографска магнитуда 12,6. NGC 15161 је још познат и под ознакама NGC 1524, NGC 1516A, MCG -2-11-17, PGC 14515.